# Mattias Nørstebø
Mattias Nørstebø, född 3 juni 1995 i Trondheim, är en norsk professionell ishockeyspelare som spelar för Björklöven

## Klubbar
- Lillehammer IK Moderklubb
- Rosenborg IHK 2010–2011
- Brynäs IF 2011–2016
- Mora IK 2014–2015 (lån)
- Frölunda HC 2016–
- If Björklöven 2021-